# Ивантеево (Новгородская область)
Ивантеево — деревня в Валдайском районе Новгородской области России. Административный центр Ивантеевского сельского поселения. Бывший военный городок.

## География
Деревня расположена недалеко от районного центра — Валдая.

## История
В VII веке сквозь пласт балтийских и финно-угорских племен пробились и осели на Валдайской возвышенности славянские племена. Часть переселенцев, расположились в бассейне озера Русского («Врусского») и вытекающей из него реки Полометъ. Расстояние между крупными водоёмами составляло десять вёрст. В двух верстах к северу от озера Вельё располагалось озеро Уклейно. По данным писцовых книг на этом перешейке значилась деревня Переволока. В пяти верстах к северу от озера Уклейно находилось озеро Плотишно, которое, в свою очередь, соединялось протокой с озером Врусское. Из тех же письменных источников известно, что между этими озерами существовала еще одна деревня Переволока, равно как и в Городенском погосте у Врусского озера. Из Врусского вытекала речка, которая, пройдя озеро Моисеевское, образовывала реку Полометь.
Место, выбранное русами для своего проживания, было во всех отношениях удобным. Ниже современного села Яжелбицы по течению реки располагались значительные по площади заливные луга, пригодные для пашенного земледелия и выпаса скота, в лесах водились дикие животные, в реках и озерах было много рыбы. Река Полометь впадающая в реку Полу обеспечивала возможность выхода в озеро Ильмень и озеро Селигер. Через небольшой волок в районе деревни Старое Рзхимо из реки Полометь можно было попасть в реку Холову впадающую в Мету. Из озера Русского, соединенного реками с озерами Городно и Плотишно, через систему рек и волоков можно было выйти в Волгу. Кроме того, в районе современной деревни Варницы находились соляные источники. В озеро Городенское недалеко от церкви Святой Троицы впадает ручей Литвинов, а возле деревни Малое Городно вытекает речка Орловка, впадающая в озеро Русское. Длина Орловки составляет 10 километров. Название озера Русского происходит из балтийских языков, первоначально оно звучало, как «Врусское». Это одно из самых чистых озер Валдайского национального парка. Оно находится в особо охраняемой зоне, поэтому хозяйственная деятельность и массовый туризм здесь запрещён.
Деревня Ивантеево (Иванково) основана в 1495 году русскими крестьянами, на её северной окраине, на холме, расположен жальник — памятник археологии XI—XIV века. Название деревни происходит от имени «Иван» (церковное написание — «Иоанн»), одного из канонических имен Русской православной церкви, до 1916 года входило в десятку наиболее употребительных мужских имён новорождённых из русских семей. Около 1509 года деревня, была уничтожена литовцами, в 1630-х годах заселена карелами. В Ивантеево имелась деревянная часовня, жители деревни были прихожанами Городенского погоста В 1871 гаду на краю деревни Ивантеево выло открыто начальное народное училище ведомства Министерства народного просвещения. Волость предоставила школьное помещение, квартиру учителю и отопление, а уездное земство оплачивало труд учителем и учебники.
В 50-х годах XVII века большое количество карел, переходивших на русскую сторону, поселилось на землях принадлежащих валдайской дворцовой волости и Валдайскому Иверскому Святоозерскому монастырю. В этом проявилась известная политика русских правителей в деле укрытия карельских выходцев и расселения их подальше от шведской границы, что подтверждает, грамота царя Михаила Федоровича к новгородскому воеводе о перебежчиках: «А которые люди объявились по вашему сыску в нашей стороне, а в шведских росписях имен их нет, то вы этих людей сажайте за нами в дворцовых селах, в волостях, которые от рубежей подальше, подмогу им и льготу давайте, как пригоже, смотря по них и по пашне, а близ рубежей жить им не велеть для того, чтоб про них в шведских городах не ведали и к вам не писали».
В 1897 году по официальной статистике в Новгородской губернии проживало 9980 карел обоего пола, что составляло 0,73 % от всего населения. Карелы были второй по численности населения народностью губернии после русских. Наибольшее их количество, 5808 человек проживало в Валдайском уезде, что составляло 58,2 % от всех новгородских карел. Территория их компактного проживания располагалась вдоль Демянского тракта, от деревни Короцко до северного плеса озера Селигер.
В 1912 году П. Богданов исследовал Ивантеевскую волость, вот что он пишет: «Ивантеевская волость по населению не чисто русская. Деревни Ивантеево, Яконово, Яблонька, Маркове, Небылицы, Сухая Ветошь населены карелами. В деревне Ивантееве, стоящей на почтовом тракте, разговорный язык — русский, и только пожилые говорят чисто по-карельски; молодежь стесняется, считает русский разговор лучшим. В остальных указанных деревнях всегда говорят по-карельски, и самые маленькие дети приучаются говорить только по-карельски. Остальные деревни Ивантеевской волости — великорусские. В деревне Ивантееве хотя и говорят почти всегда по-русски, но удержалось много карельских слов: „мзнченка“ — земляника, „калика“ — брюква».
В октябре 1941 года в деревне Ивантеево располагался штаб 188-й стрелковой Нижнеднепровской Краснознамённой дивизии 27-й общевойсковой армии Северо-Западного фронта. Дивизия получила приказ подготовить и оборонять полосу Новая Деревня, Новоселье, Новинка, Большое Уклейно, Яконово, Савкино с целью надежно прикрыть район Валдая с юга, поставленную задачу выполнила, не допустила врага дальше указанного рубежа. Остановить немецкие танковые колонны помогло мужество наших воинов, непроходимые болота в районе деревень Овинчище, Русские Новики, Велье, Большое Уклейно, и противотанковые рвы, выкопанные в октябре 1941 года женщинами и подростками. Гражданское население, принимавшее участие в строительстве оборонительных сооружений, проживало в шалашах, палатках, землянках, подвергалось обстрелам вражеской артиллерии и авиации. После окончания работ местные жители были эвакуированы из прифронтового района в Кировскую область. В октябре 1941 года в районе деревни Ивантеево после выхода из окружения под Старой Руссой принимала пополнение 259-я стрелковая Артёмовен дивизия 34-й общевойсковой армии Северо-Западного фронта, после окончания организационных мероприятий войсковое соединение по железной дороге было передислоцировано на Волховский фронт.
В I960 году рядом с деревней Ивантеево был возведен военный гарнизон с жилыми домами, штабом, школой, детским садом и госпиталем для размещения подразделений 7-й гвардейской ракетной Режицкой Краснознамённой дивизии. В близлежащих лесных массивах началось строительство боевых стартовых позиций для межконтинентальных баллистических ракет Р-16 и сети дорог с бетонным покрытием. После постановки на боевое дежурство ракетных комплексов с ракетами Р-16 развернулось интенсивное строительство шахтных пусковых установок с межконтинентальными ракетами УР-100 и сооружений котлованного типа для командных пунктов ракетных полков. В 1963 году один из шахтных дивизионов посетили Первый секретарь ЦК КПСС Хрущев Никита Сергеевич с Первым секретарем ЦК КП Кубы Фиделем Кастро, которых сопровождали Министр обороны Маршал Советского Союза Малиновский Родион Яковлевич и Главком PBCH Маршал Советского Союза Крылов Николай Иванович. Фидель Кастро, осматривая ракету, размашисто расписался на ней.
В 1972 году на территории бывшего военного гарнизона 7-й гвардейской ракетной Режицкой Краснознамённой дивизии разместилась 115-я гвардейская мотострелковая Витебская Краснознаменная дивизия. Она была переведена из Латвии и расквартирована в деревне Красненского района Псковской области. В 1989 году 115-я гвардейская мотострелковая дивизия была преобразована в 5188-ю Витебскую Краснознаменную базу хранения вооружения и техники. В 1993 году база хранения была расформирована, а её регалии унаследовала находившаяся в Приамурье 67-я мотострелковая дивизия.
В 2007 году в бывшем здании гарнизонного госпиталя открылось стационарное отделение для граждан пожилого возраста и инвалидов при Валдайском центре социального обслуживания. Средства на ремонтные работы выделялись из районного и областного бюджетов, а также благотворительного фонда первого Президента России Бориса Николаевича Ельцина.

## Население
| 2010 |
| ---- |
| 859  |

## Инфраструктура
В деревне имеется шесть 5-этажных жилых домов.
Действует фельдшерско-акушерских пункт и почтовое отделение ФГУП «Почта России», муниципальное образовательное учреждение «Школа № 7» и детский сад, дом культуры; также имеются 3 магазина.